# Hôtel d'Humières

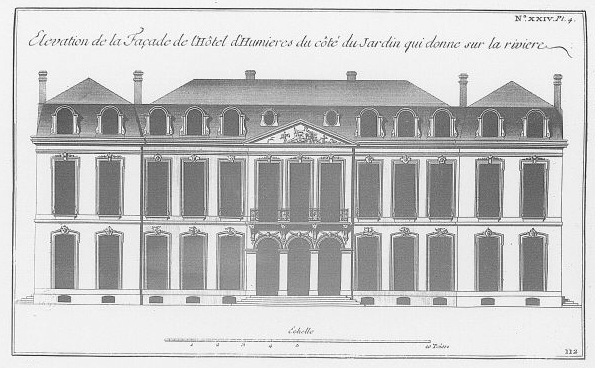
Façade du jardin du l'hôtel d'Humières.

L'hôtel d'Humières est un hôtel particulier situé aux 88-90, rue de Lille et 280, boulevard Saint-Germain dans le 7e arrondissement de Paris. Construit vers 1716 par Armand Claude Mollet pour Louis de Crevant, dit le « maréchal-duc d'Humières », cet hôtel est démoli en 1905.